# Menghai

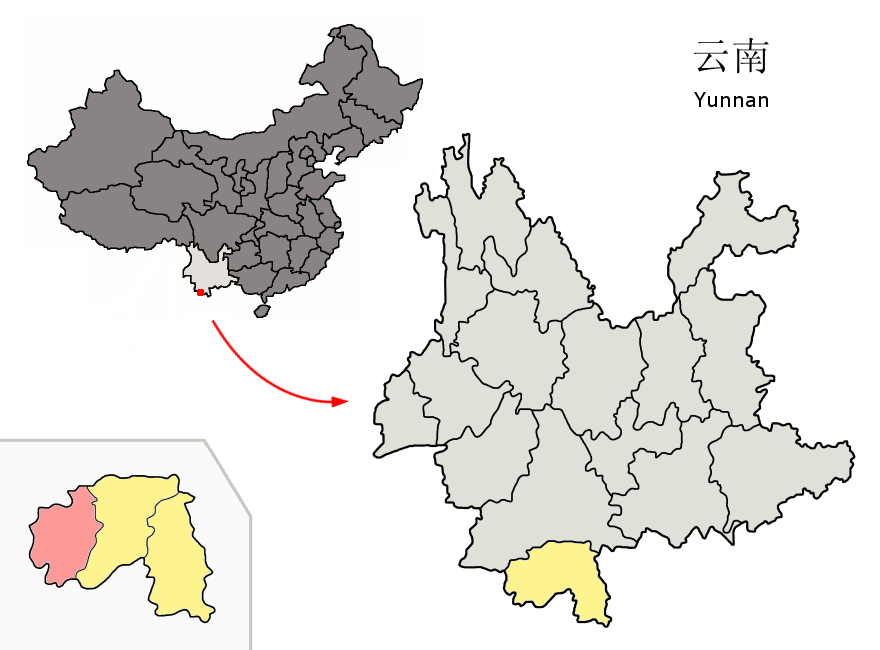
Lage des Kreises Menghai (rosa) in Xishuangbanna (gelb)

Der Kreis Menghai (勐海县,  Měnghǎi Xiàn) ist ein Kreis des Autonomen Bezirks Xishuangbanna der Dai im Süden der Provinz Yunnan (Volksrepublik China) an der Grenze zu Myanmar und Laos. Er hat eine Fläche von 5.370 km² und zählt 353.720 Einwohner (Stand: Zensus 2020). Sein Hauptort ist die Großgemeinde Xiangshan (象山镇).

## Administrative Gliederung
Auf Gemeindeebene setzt sich der Kreis aus sechs Großgemeinden und fünf Gemeinden (davon drei Nationalitätengemeinden) zusammen. Diese sind: 
- Großgemeinde Menghai 勐海镇
- Großgemeinde Daluo 打洛镇
- Großgemeinde Menghun 勐混镇
- Großgemeinde Mengzhe 勐遮镇

- Großgemeinde Mengman 勐满镇
- Großgemeinde Meng'a 勐阿镇
- Gemeinde Mengsong 勐宋乡
- Gemeinde Mengzhu 勐往乡
- Gemeinde Gelanghe der Hani 格朗和哈尼族乡
- Gemeinde Bulangshan der Bulang 布朗山布朗族乡
- Gemeinde Xiding der Hani und Bulang 西定哈尼族布朗族乡